# Veenkorst
Veenkorst (Trapeliopsis) is een geslacht van korstmossen uit de familie Trapeliaceae.

## Soorten
Volgens Index Fungorum bevat het geslacht 19 soorten (peildatum februari 2023):
| Soortnaam                                       | Auteur(s)                                    | Publicatiejaar |
| ----------------------------------------------- | -------------------------------------------- | -------------- |
| Trapeliopsis aeneofusca                         | (Flörke ex Flot.) Coppins & P. James         | 1984           |
| Trapeliopsis bisorediata                        | McCune & F.J. Camacho                        | 2002           |
| Trapeliopsis californica                        | McCune & F.J. Camacho                        | 2002           |
| Trapeliopsis colensoi                           | (C. Bab.) Gotth. Schneid.                    | 1980           |
| Trapeliopsis congregans                         | (Zahlbr.) Brako                              | 1989           |
| Trapeliopsis flexuosa (Blauwe veenkorst)        | (Fr.) Coppins & P. James                     | 1984           |
| Trapeliopsis gelatinosa (Bleekgroene veenkorst) | (Flörke) Coppins & P. James                  | 1984           |
| Trapeliopsis glaucolepidea                      | (Nyl.) Gotth. Schneid.                       | 1980           |
| Trapeliopsis glaucopholis                       | (Nyl.) Printzen & McCune                     | 2004           |
| Trapeliopsis granulosa (Lichte veenkorst)       | (Hoffm.) Lumbsch                             | 1983           |
| Trapeliopsis gymnidiata                         | Aptroot & Schumm                             | 2012           |
| Trapeliopsis gyrocarpa                          | Elix                                         | 2013           |
| Trapeliopsis percrenata                         | (Nyl.) Gotth. Schneid.                       | 1980           |
| Trapeliopsis pseudogranulosa (Groene veenkorst) | Coppins & P. James                           | 1984           |
| Trapeliopsis steppica                           | McCune & F.J. Camacho                        | 2002           |
| Trapeliopsis studerae                           | Aptroot & M. Cáceres                         | 2018           |
| Trapeliopsis thermophila                        | Rambold & Elix                               | 2013           |
| Trapeliopsis viridescens                        | (J.F. Gmel.) Coppins & P. James              | 1984           |
| Trapeliopsis wallrothii                         | (Flörke ex Spreng.) Hertel & Gotth. Schneid. | 1980           |